# Coupe de Belgique féminine de handball 2025-2026
Navigation
2024-2025 2026-2027
La Coupe de Belgique 2025-2026 est la 46e édition de la Coupe de Belgique féminine de handball, compétition à élimination directe mettant aux prises des clubs de handball amateurs et professionnels affiliés à l'Union royale belge de handball.

## Résultats
Légende :
- D1 : Division 1 nationale correspondant au 1er niveau du handball en Belgique
- D2 : Division 2 nationale correspondant au 2e niveau du handball en Belgique
- LFH : 1re division de la Ligue francophone de handball (D1 LFH) correspondant au 3e niveau du handball en Belgique
- VHV : 1re division de l'Association flamande de handball (Superliga VHV) correspondant au 3e niveau du handball en Belgique
- VHV AVB : Promotion Anvers/Brabant flamand de l'Association flamande de handball correspondant au 4e niveau du handball en Belgique
- VHV OWV : Promotion Flandre-Orientale/Occidentale de l'Association flamande de handball correspondant au 4e niveau du handball en Belgique

### 32ede finale
| Date                     | Club recevant             | Score | Club visiteur               |
| ------------------------ | ------------------------- | ----- | --------------------------- |
| 25 août 2025 à 20h30     | Handbal Lokeren (VHV OWV) | - – - | HC DB Gent (VHV)            |
| 30 août 2025 à 17h00     | HC Eeklo (VHV OWV)        | - – - | HC Schoten (D2)             |
| 30 août 2025 à 18h00     | Olse Merksem HC (VHV AVB) | - – - | GBSK Handball (VHV)         |
| 30 août 2025 à 18h00     | Elita Lebbeke (VHV)       | - – - | HC Pentagoon Kortessem (D2) |
| 30 août 2025 à 20h15     | HBC Izegem (D2)           | - – - | DHC Meeuwen (D2)            |
| 31 août 2025 à 13h30     | Sporting Pelt (D2)        | - – - | Hestia Bilzen (D2)          |
| 31 août 2025 à 16h00     | HC Aalst (VHV)            | - – - | HV Uilenspiegel (D2)        |
| 6 septembre 2025 à 20h00 | HC Roeselare (VHV)        | - – - | Apolloon Spurs (VHV)        |

### 16ede finale
| Date                   | Club recevant               | Score | Club visiteur               |
| ---------------------- | --------------------------- | ----- | --------------------------- |
| 8 octobre 2025 à 20h00 | HC Eynatten-Raeren (D2)     | - – - | United Brussels HC (LFH)    |
| 8 octobre 2025 à 20h00 | HC Villers-Amay 59* (LFH)   | - – - | EHC Tournai (LFH)           |
| 8 octobre 2025 à ??h?? | vainqueur 32e de finale (-) | - – - | vainqueur 32e de finale (-) |
| 8 octobre 2025 à ??h?? | vainqueur 32e de finale (-) | - – - | vainqueur 32e de finale (-) |
| 8 octobre 2025 à ??h?? | vainqueur 32e de finale (-) | - – - | vainqueur 32e de finale (-) |
| 8 octobre 2025 à ??h?? | vainqueur 32e de finale (-) | - – - | vainqueur 32e de finale (-) |
| 8 octobre 2025 à ??h?? | vainqueur 32e de finale (-) | - – - | vainqueur 32e de finale (-) |
| 8 octobre 2025 à ??h?? | vainqueur 32e de finale (-) | - – - | vainqueur 32e de finale (-) |
| 8 octobre 2025 à ??h?? | vainqueur 32e de finale (-) | - – - | vainqueur 32e de finale (-) |
| 8 octobre 2025 à ??h?? | vainqueur 32e de finale (-) | - – - | vainqueur 32e de finale (-) |

* : le HC Villers-Amay 59 est créé à l'été 2024 lors de la fusion du Handball Villers 59 et du Handball Club Amay

### 8ede finale
| Date                     | Club recevant | Score | Club visiteur |
| ------------------------ | ------------- | ----- | ------------- |
| 12 novembre 2025 à ??h?? | - (-)         | - – - | - (-)         |
| 12 novembre 2025 à ??h?? | - (-)         | - – - | - (-)         |
| 12 novembre 2025 à ??h?? | - (-)         | - – - | - (-)         |
| 12 novembre 2025 à ??h?? | - (-)         | - – - | - (-)         |
| 12 novembre 2025 à ??h?? | - (-)         | - – - | - (-)         |
| 12 novembre 2025 à ??h?? | - (-)         | - – - | - (-)         |
| 12 novembre 2025 à ??h?? | - (-)         | - – - | - (-)         |
| 12 novembre 2025 à ??h?? | - (-)         | - – - | - (-)         |

### Quart de finale
| Date                     | Club recevant | Score | Club visiteur |
| ------------------------ | ------------- | ----- | ------------- |
| 10 décembre 2025 à ??h?? | - (-)         | - – - | - (-)         |
| 10 décembre 2025 à ??h?? | - (-)         | - – - | - (-)         |
| 10 décembre 2025 à ??h?? | - (-)         | - – - | - (-)         |
| 10 décembre 2025 à ??h?? | - (-)         | - – - | - (-)         |

### Demi-finale
| Date                    | Club recevant | Score | Club visiteur |
| ----------------------- | ------------- | ----- | ------------- |
| 18 février 2026 à ??h?? | - (-)         | - – - | - (-)         |
| 18 février 2026 à ??h?? | - (-)         | - – - | - (-)         |

### Finale
| Date                      | Club recevant | Score | Club visiteur |
| ------------------------- | ------------- | ----- | ------------- |
| 4 ou 5 avril 2026 à ??h?? | - (-)         | - – - | - (-)         |

## Vainqueur
| Vainqueur de la Coupe de Belgique 2025-2026 - ?e victoire |